# Natalia Tsylinskaya
Natalia Valerieuna Tsylinskaya –en bielorruso, Наталля Валер'еўна Цылінская; también conocida bajo su nombre de casada Natalia Markovnichenko, Наталля Марковниченко– (Minsk, 30 de agosto de 1975) es una deportista bielorrusa que compitió en ciclismo en la modalidad de pista, especialista en las pruebas de velocidad y contrarreloj.
Participó en dos Juegos Olímpicos de Verano, en los años 2004 y 2008, obteniendo una medalla de bronce en Atenas 2004 en la prueba de 500 m contrarreloj.
Ganó diez medallas en el Campeonato Mundial de Ciclismo en Pista entre los años 2000 y 2007.

## Medallero internacional
| Juegos Olímpicos   | Juegos Olímpicos             | Juegos Olímpicos  | Juegos Olímpicos     |
| Año                | Lugar                        | Medalla           | Competición          |
| ------------------ | ---------------------------- | ----------------- | -------------------- |
| 2004               | Atenas (Grecia)              | Medalla de bronce | 500 m contrarreloj   |
| Campeonato Mundial |                              |                   |                      |
| Año                | Lugar                        | Medalla           | Competición          |
| 2000               | Mánchester (Reino Unido)     | Medalla de oro    | Velocidad individual |
| 2000               | Mánchester (Reino Unido)     | Medalla de oro    | 500 m contrarreloj   |
| 2002               | Ballerup (Dinamarca)         | Medalla de oro    | Velocidad individual |
| 2002               | Ballerup (Dinamarca)         | Medalla de oro    | 500 m contrarreloj   |
| 2003               | Stuttgart (Alemania)         | Medalla de oro    | 500 m contrarreloj   |
| 2003               | Stuttgart (Alemania)         | Medalla de plata  | Velocidad individual |
| 2005               | Los Ángeles (Estados Unidos) | Medalla de oro    | 500 m contrarreloj   |
| 2006               | Burdeos (Francia)            | Medalla de oro    | Velocidad individual |
| 2006               | Burdeos (Francia)            | Medalla de oro    | 500 m contrarreloj   |
| 2007               | Palma de Mallorca (España)   | Medalla de bronce | 500 m contrarreloj   |

## Palmarés
- 2000
  - Campeona del Mundo en velocidad 
  - Campeona del Mundo en 500 metros contrarreloj
- 2002
  - Campeona del Mundo en velocidad 
  - Campeona del Mundo en 500 metros contrarreloj
- 2003
  - Campeona del Mundo en 500 metros contrarreloj
- 2004
  - Medalla de Bronce a los Juegos Olímpicos de Atenas en 500 metros contrarreloj
- 2005
  - Campeona del Mundo en 500 metros contrarreloj
- 2006
  - Campeona del Mundo en velocidad 
  - Campeona del Mundo en 500 metros contrarreloj

### Resultados a laCopa del Mundo
- 2001
  - 1a a la Clasificación general y a las pruebas de Cale, Szczecin y Pordenone, en Velocidad
  - 1a a la Clasificación general y a las pruebas de Cale, Szczecin y Pordenone, en 500 m.
- 2002
  - 1a en Moscú y Monterrey, en 500 m.
  - 1a en Moscú y Monterrey, en Velocidad
- 2003
  - 1a en Moscú y Aguascalientes, en 500 m.
  - 1a en Moscú y Aguascalientes, en Velocidad
- 2004
  - 1a en Moscú y Aguascalientes, en 500 m.
  - 1a a la Clasificación general y a la prueba de Aguascalientes, en Velocidad
- 2004-2005
  - 1a a Los Ángeles, en Velocidad
  - 1a a Los Ángeles, en 500 m.
  - 1a en Mánchester, en Keirin
- 2005-2006
  - 1a a la Clasificación general y a las pruebas de Moscú y Los Angeles, en Velocidad
  - 1a a la Clasificación general y a las pruebas de Moscú, Mánchester y Los Ángeles, en 500 m.
- 2006-2007
  - 1a en Sídney y Moscú, en Velocidad
- 2007-2008
  - 1a en Pekín y Los Angeles, en Velocidad